# The Caretaker (John Greaves)
 The Caretaker  is het vijfde solo-album van de Britse progressieve rock musicus John Greaves.

## Tracklist
1. One in the Eye - 5:07 (John Greaves, Peter Blegvad)
2. Earthly Powers - 4:11 (John Greaves)
3. No Body - 3:34 (John Greaves)
4. In the Real World - 4:27 (John Greaves)
5. In Hell's Despite - 3:38 (Peter Blegvad,A.Partridge)
6. Turning Pages - 5:12 (John Greaves)
7. He Puts Us Under - 4:54 (John Greaves, Peter Blegvad)
8. The Wrong Song - 4:45 (John Greaves)
9. One Day My Feet Will Touch the Ground - 6:10 (John Greaves)
10. From Start to End - 5:00 (John Greaves)

## Bezetting
- John Greaves zang, basgitaar, piano

Met medewerking van:
- François Ovide gitaar
- Manuel Denizet slagwerk
- Syd Straw - achtergrondzang
- Kim Fay - achtergrondzang
- David Lewis - trompet / dwarsfluit
- Yannick Jory - altsaxofoon
- Geraint Watkins - orgel
- Scott Taylor - accordeon
- Vincent Courtois - cello
- Patrice Meyer - gitaar